# أسود حارسة صينية

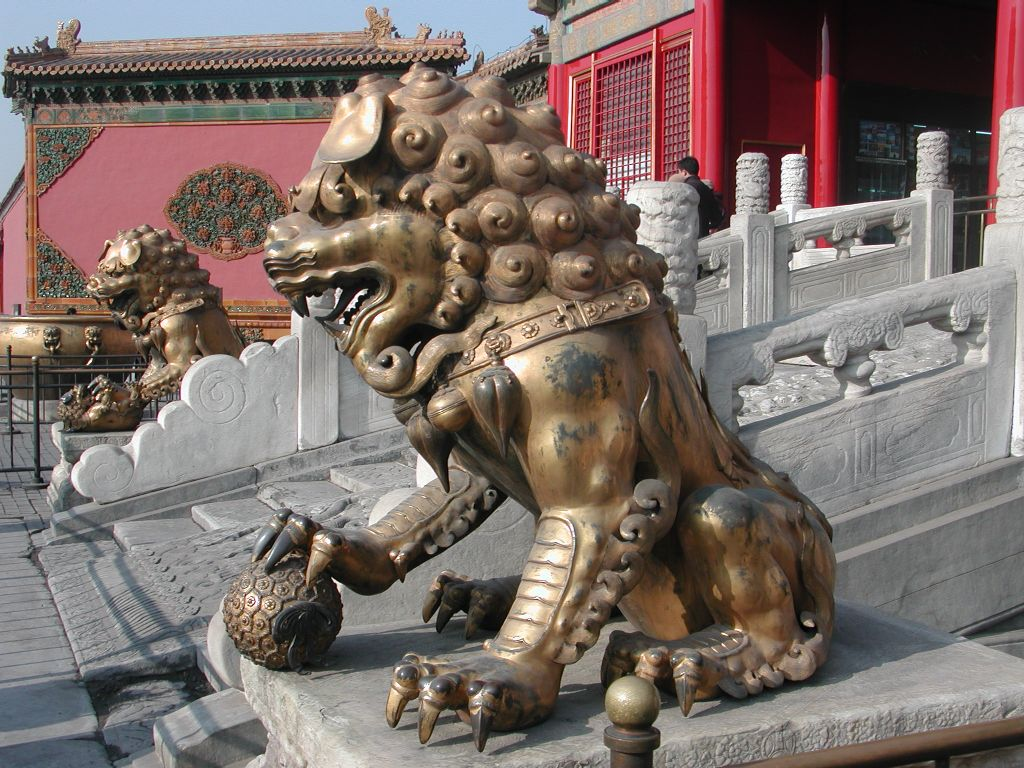
زوج من الأسود الحارسة في المدينة المحرمة تعود لعهد سلالة تشينغ الحاكمة

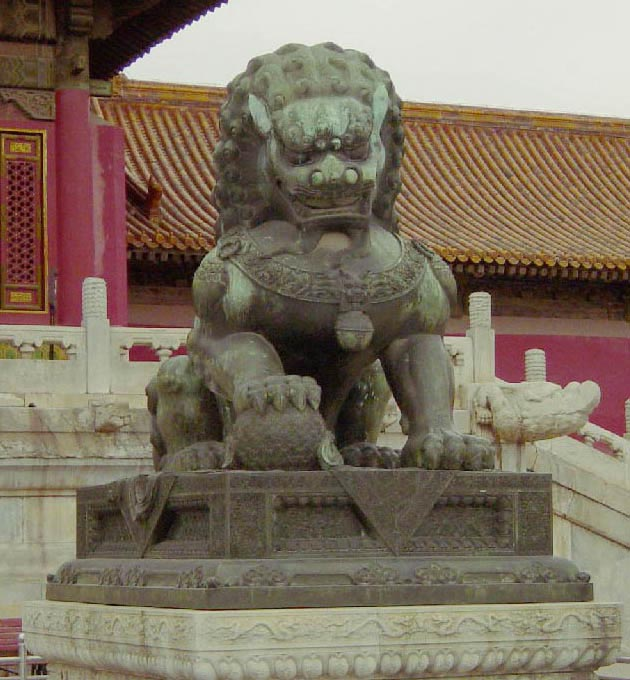
أسد محارب في المدينة المحرمة يعود لعهد سلالة مينغ الحاكمة

الأسود الحارسة الصينية أو الإمبراطورية هي زينة معمارية صينية تقليدية. تُصنع عادةً من الحجر، وتعرف أيضًا باسم الأسود الحجرية أو شيشي. وتُعرف باللغة الإنجليزية العامية باسم كلاب أسود أو كلاب فو. يتميز هذا المدلول، الذي نشأ وأصبح رائجًا في البوذية الصينية، بزوجين من الأسود المنمقة للغاية، يتكون غالبًا من ذكر مع كرة وأنثى مع شبل، اعتُقد أنهما يحميان المبنى من التأثيرات الروحية الضارة والأشخاص الضارين الذين قد يشكلون تهديدًا. استخدمت الأسود في القصور والمقابر الصينية الإمبراطورية، وانتشرت لاحقًا إلى أجزاء أخرى من آسيا تشمل اليابان (انظر كوماينو)، وكوريا، والتبت، وتايلاند، وبورما، وفيتنام، وسريلانكا، ونيبال، وكمبوديا، ولاوس، وتايوان وسنغافورة.

## الوصف
نُصبت تماثيل الأسود الحارسة تقليديًا أمام القصور الإمبراطورية الصينية، والمقابر الإمبراطورية، والمكاتب الحكومية، والمعابد، ومنازل المسؤولين الحكوميين والأثرياء، واعتُقد أنها تملك فوائد وقائية أسطورية قوية. واستخدمت في سياقات فنية أخرى، مثل صناعة مقارع الأبواب والفخار. ما تزال أزواج تماثيل الأسود الحارسة تعتبر عناصر زخرفية ورمزية شائعة عند مداخل المطاعم والفنادق ومحلات السوبر ماركت وغيرها من المباني، إذ يجلس زوج على كل جانب من المدخل، في الصين وأماكن العالم الأخرى التي هاجر الصينيون إليها واستقروا فيها، وخاصةً في الحي الصيني المحلي.
تُصور الأسود عادةً في أزواج. يتكون الزوجين عند استخدامهما كتمثال، من ذكر يسند مخلبه على كرة مطرزة (يُمثل في المجالات الإمبراطورية السيادة على العالم) وأنثى تمسك شبلًا مرحًا مستلقيًا على ظهره (تمثل التنشئة).

## المظهر
نُحتت الأسود تقليديًا من الأحجار الزخرفية، مثل الرخام والجرانيت أو صُنعت بصبّ البرونز أو الحديد. ونظرًا لارتفاع تكلفة هذه المواد والعمل المطلوب لإنتاجها، كان الاستخدام الخاص للأسود الحارسة مقتصرًا تقليديًا على العائلات الغنية أو النخبة. في الواقع، كان الرمز التقليدي لثروة الأسرة أو وضعها الاجتماعي هو وضع الأسود الحارسة أمام منزل الأسرة. ولكن، انخفضت تكلفة الأسود في العصرالحديث، وأصبحت تُصنع بكميات كبيرة من الخرسانة والراتنج، وبالتالي أصبحت متاحة ولم يعد استخدامها مقتصرًا على النخبة.
تُعرض الأسود دائمًا في أزواج، وهي مظهر من مظاهر الين واليانغ، تمثل الأنثى الين ويمثل الذكر اليانغ. يضع الأسد الذكر مخلبه الأمامي الأيمن على أحد أنواع الكرات القماشية تسمى ببساطة «الكرة المطرزة» (绣球؛ xiù qiú)، التي تُنحت بنمط هندسي أحيانًا. تُطابق الأنثى الذكر أساسًا، ولكن يكون لديها شبل تحت مخلبها الأيسر، وتمثل دورة الحياة. رمزيًا، تحمي أنثى الأسد الكائنات التي تعيش في الداخل (الأرواح الحية في الداخل)، بينما يحرس الذكر المبنى (العناصر المادية الخارجية). وفي بعض الأحيان يكون فم الأنثى مغلقًا وفم الذكر مفتوحًا. يرمز هذا إلى نطق الكلمة المقدسة «om» (أُم). ولكن، تقول التعديلات اليابانية إن الذكر يستنشق الهواء، ويمثل الحياة، بينما تزفر الأنثى، وتمثل الموت. تملك الأسود في أنماط الأخرى لؤلؤة كبيرة فمها المفتوح جزئيًا. تُنحت اللؤلؤة بحيث يمكن أن تتدحرج في فم الأسد ولكنها تكون كبيرة كفاية بحيث لا يمكن إزالتها أبدًا.
وفقًا لفلسفة الفينج شوي، من المهم وضع الأسود بشكل الصحيح لضمان تأثيرهما المفيد. فعند النظر إلى المدخل من خارج المبنى، قبالة الأسود، يجب أن يكون الأسد الذكر مع الكرة على اليمين، والأنثى مع الشبل على اليسار.
يُقصد من الأسود الصينية عكس عاطفة الحيوان خلافًا لحقيقة الأسد. يعارض هذا بشكل واضح الأسد الإنجليزي التقليدي الذي يمثل تصويرًا يشبه حقيقة الحيوان. تمثل مخالب وأسنان وعيون الأسد الصيني القوة. تظهر بعض العضلات في الأسد الصيني، إن وجدت، بينما يظهر الأسد الإنجليزي قوته من خلال سماته الشبيهة بالحقيقية بدلًا من التمثيل المنمق.

## لمحة تاريخية
يُعتقد أن الأسود الحارسة الصينية في الثقافة الصينية تمثل الأسود الآسيوية.
مع تزايد التجارة في عهد سلالة هان وحصول تبادلات الثقافية عبر طريق الحرير، أدخلت شعوب بلاد الصغد وسمرقند ويوتجي (月氏) الأسود إلى الصين من الدول القديمة في آسيا الوسطى، على شكل فراء وترفيد (جزية) للحياة، مع قصص عنهم من الكهنة البوذيين ومسافري تلك الفترة.
سُجلت عدة حالات لتقديم الأسود كترافيد إمبراطورية من آسيا الوسطى في وثيقة كتاب هان اللاحق (後 漢書) المكتوب من 25-220 م. في أحد الأحداث، في الشهر القمري الحادي عشر من عام 87 م، «... قدم مبعوث من فرثيا ترفيدًا مكونًا من أسد ونعامة» إلى بلاط هان. في الواقع، ربط الهان الصينيون الأسد بمخلوقات مبجلة سابقة للصينيين القدماء، كان أبرزهم الراهب هويلين (慧琳) الذي قال إن «سوان ني الأسطوري (狻猊) هو أسد في الحقيقة، قادم من المناطق الغربية» (狻猊即狮子也，出西域).